# Cyryna
Cyryna – imię żeńskie pochodzące od imienia Cyrus, które wywodzi się od perskiego słowa oznaczającego "pasterz". Wśród patronów: św. Cyryn (zm. w 320 roku).
Cyryna imieniny obchodzi 3 stycznia, 10 maja, 12 czerwca i 25 października.
Męski odpowiednik: Cyryn